# 宍戸梅軒 (俳人)
宍戸 梅軒（ししど ばいけん、1883年12月22日 - 1963年5月）は、明治から昭和にかけて福島県伊達郡を中心に活動した俳人である。幼名を文作、通称を寅吉といい、俳号として梅軒、また麦村とも称した。

## 概要
福島県伊達郡伏黒村宮本（現伊達市）に生まれる。明治30年（1897年）、14歳で正岡子規主宰の「ホトトギス」に投句し、入選する。これを機に子規に師事した。明治38年（1905年）、機関紙「八重桜」を刊行し、「奥州に梅軒あり」と評される。明治41年（1908年）1月、「土筆（つくつくし）」を刊行する。
大正の初め、山梨県の宿で知り合った自称小説家の青年と意気投合し、文学談議に花が咲き深夜まで語り合う、という出来事があった。この青年が、後の吉川英治である。この縁で吉川が小説『宮本武蔵』の登場人物に「宍戸梅軒」の名を用いたと推測できる。
梅軒は故郷へ戻り、家業の養種製造業の傍ら俳句活動を続け、門弟は伊達郡を中心に約200名に及んだ。新聞「福島民友」では投句の評価・解説を行った。
昭和38年（1963年）5月に死去した。享年81（満79歳没）。句は伏黒地区の水雲神社拝殿に絵馬として掲げられ、昭和56年（1981年）2月18日に伊達町文化財の指定を受けた。また同年5月31日、同神社内に梅軒の業績を称える句碑が落成した。